# 皮耶路易吉·弗拉塔利
皮耶路易吉·弗拉塔利（義大利語：Pierluigi Frattali，1985年12月1日—），意大利足球守門員，目前效力意甲俱樂部弗羅西諾內。
弗拉塔利曾随弗羅西諾內、维琴察、阿韋利諾征战意大利足球乙级联赛。2017年1月，他加盟当时尚在意丙联赛的帕尔马队，随后成为球队主力门将，帮助球队连续升级、回到意大利足球甲级联赛。